# Музей історії Alfa Romeo
Істори́чний музе́й Alfa Romeo (італ. Il Museo Storico dell’Alfa Romeo) — музей історії компанії «Alfa Romeo», розташований в Арезе (Мілан, Італія) і був заснований 18 грудня 1976 року. Музей знаходиться на території непрацюючого на даний час заводу Alfa Romeo в Арезе, на якому було зупинене виробництво автомобілів у 2003 році, а випуск двигунів у 2005. Останнім робочим відділенням на території був Центр стилю «Alfa Romeo», який згодом перемістився до Турина. Увесь музей приурочений до 100-ліття марки «Alfa Romeo», під якою випускались упродовж цього періоду: легкові автомобілі, комерційні автомобілі і фургони, залізничний транспорт, трактори, автобуси, трамваї, електроплити, а також двигуни для літаків і суден.

## Характеристика
Музей займає площу 4,800 м². Складається з шести поверхів, розділених між чотирма тематичними відділами, включно з історичним оглядом усіх дорожніх моделей «Alfa Romeo», що вироблялись з 1910 року, прототипів, «машин мрії» (Dreams cars), повітроплавних проектів і проектів повітряних суден, інших розробок та досягнень.
У музеї представлено понад 250 моделей автомобілів і 150 двигунів, з яких приблизно половина виставлена для огляду відвідувачами музею. Всього музей включає по одному примірнику майже кожної виробленої моделі, а також прототипів і перегонових автомобілів. Слід зазначити, що музейні моделі беруть участь в різноманітних подіях, наприклад «Pebble Beach Concours d'Elegance», «Mille Miglia» і «Goodwood Festival of Speed».
На початку 2009 року музей закрився на ремонт і був відкритий у кінці 2009 року до святкування 100-ліття «Alfa Romeo» у 2010 році. Згодом, у лютому 2011 року, музей знову закрився.
Музей знову було відкрито у 2015 році під назвою «La macchina del tempo — Museo Storico Alfa Romeo». Години роботи з 10 до 18 годин, в четвер до 22-ї години, а у вівторок вихідний. Вхідний квиток коштує 12 €, для дітей до 16-ти років і пенсіонерів 10 €.

## Scuderia del Portello
«Scuderia del Portello» — заводська гоночна команда «Alfa Romeo», що бере участь в автомобільних перегонах на ретро-автомобілях. Команду було засновано у 1982 році авторитетними гонщиками «Alfa Romeo». Команда отримала право на виступи і представлення автомобілів «Alfa Romeo» з музею «Storico dell'Alfa Romeo» (Музею історії) у 1989 році. Команда брала участь в різноманітних виставках і перегонах на ретро-автомобілях таких, як «Goodwood of Festival of Speed» і «Carrera Panamerica».

## Приклади експонатів

Історичні моделі
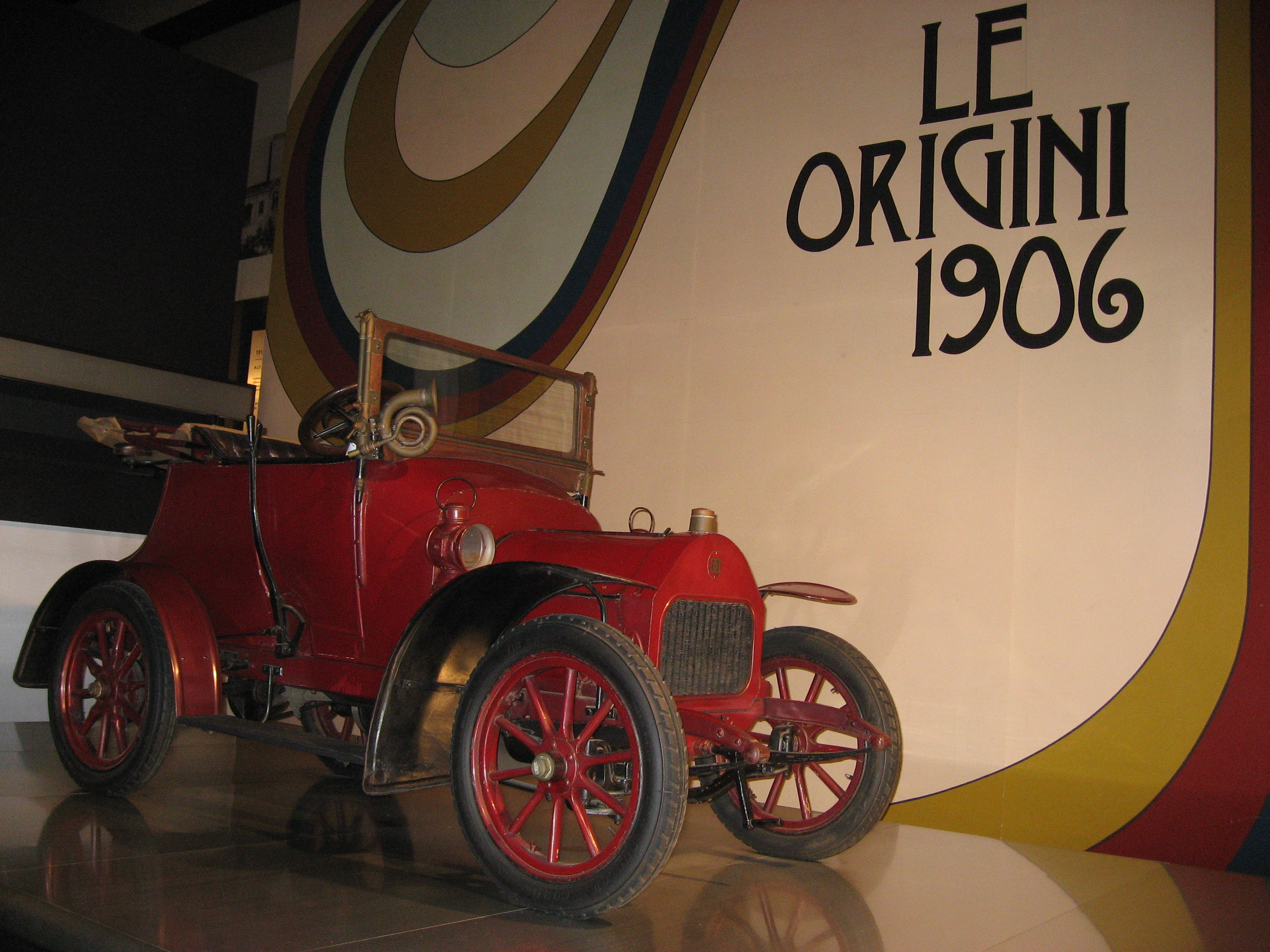
Darraq (1908)
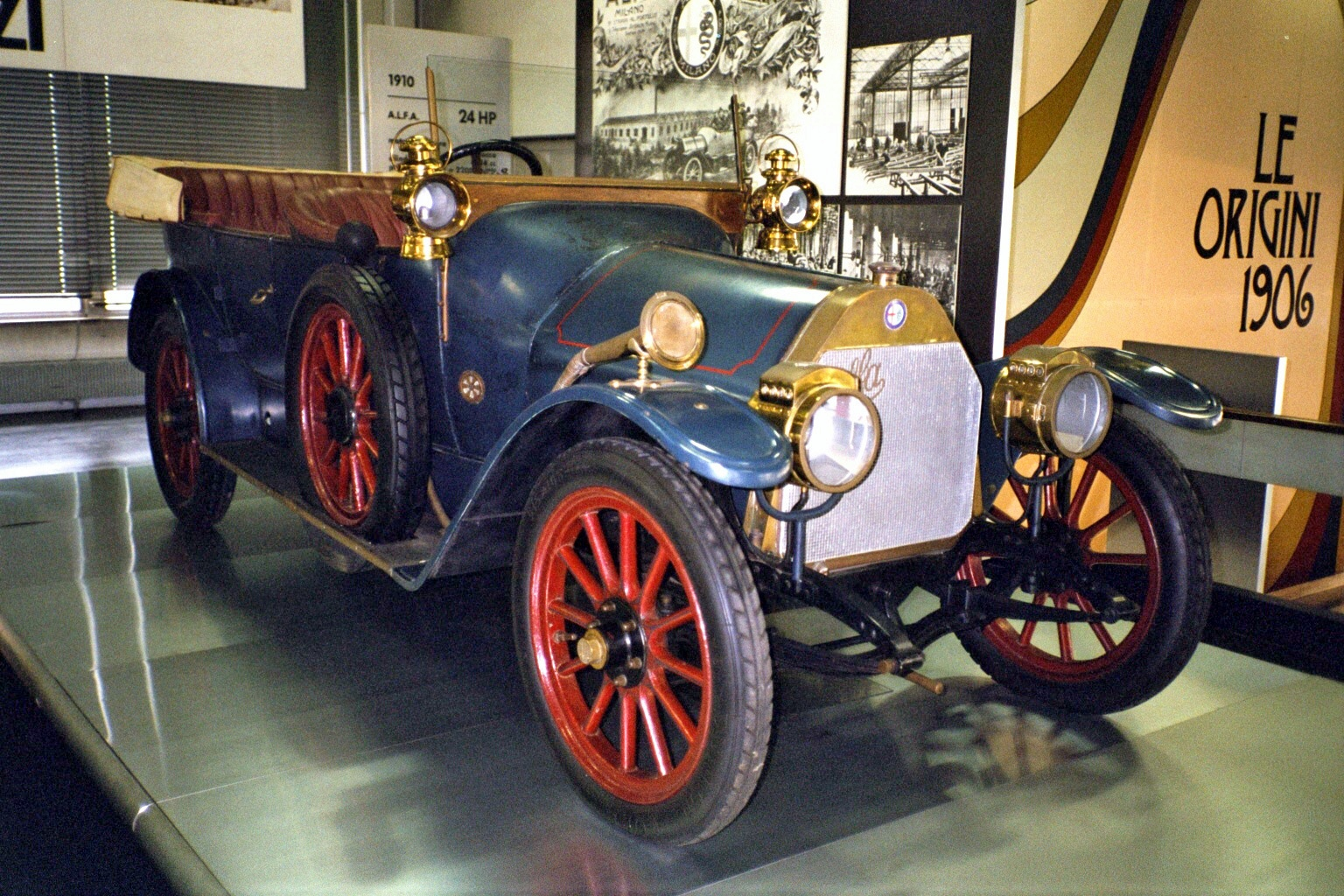
24 HP (1910)
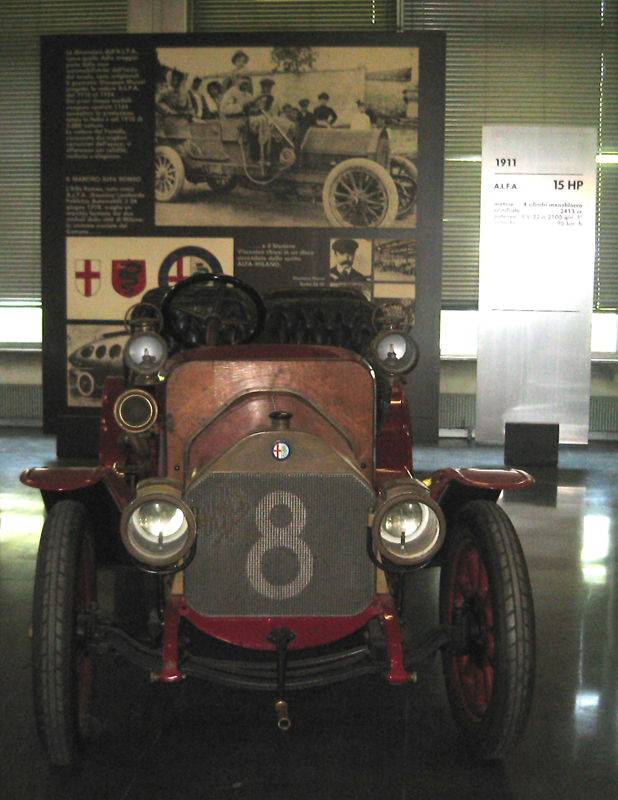
15 HP (1911)
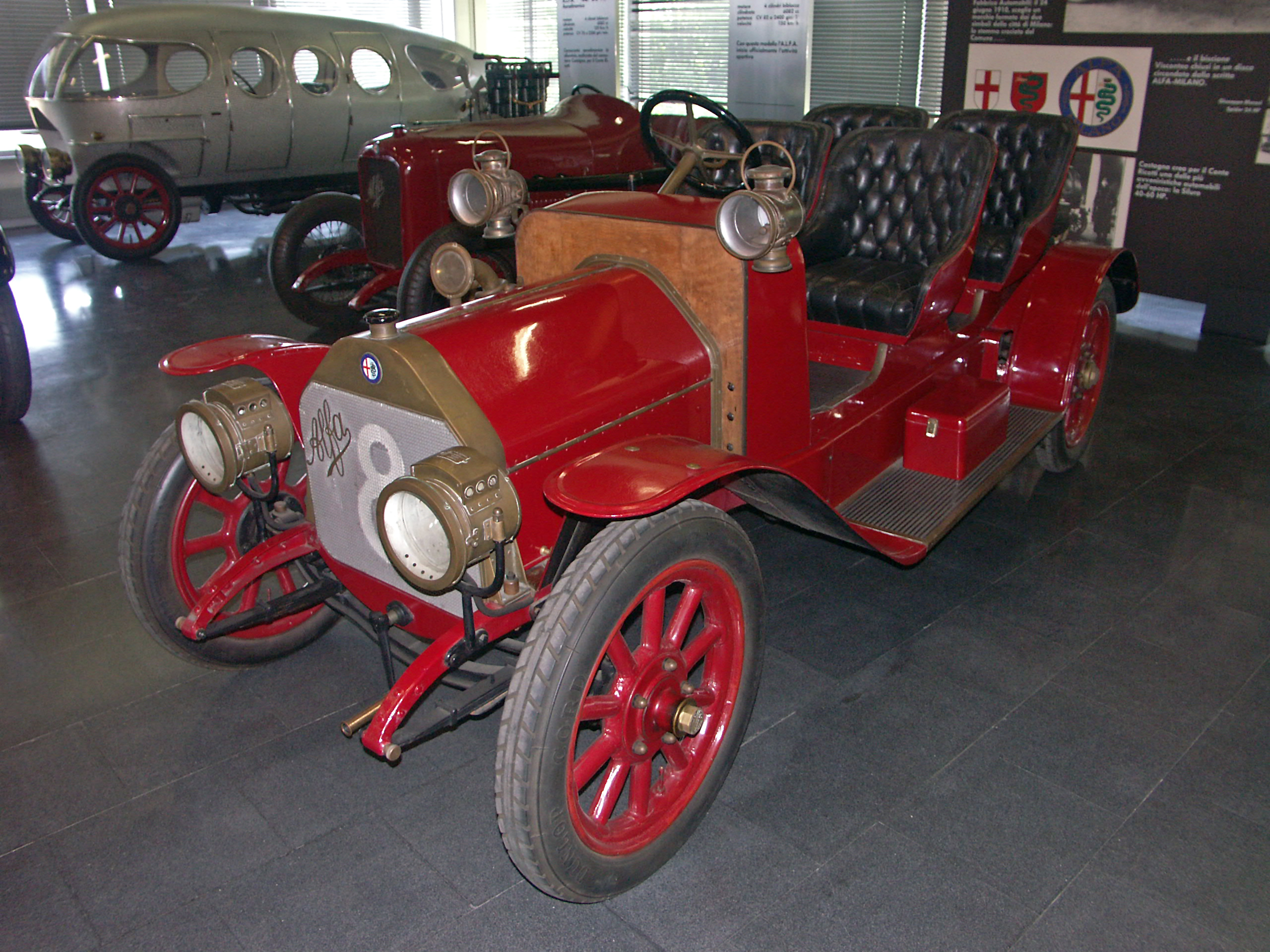
15 HP (1911)
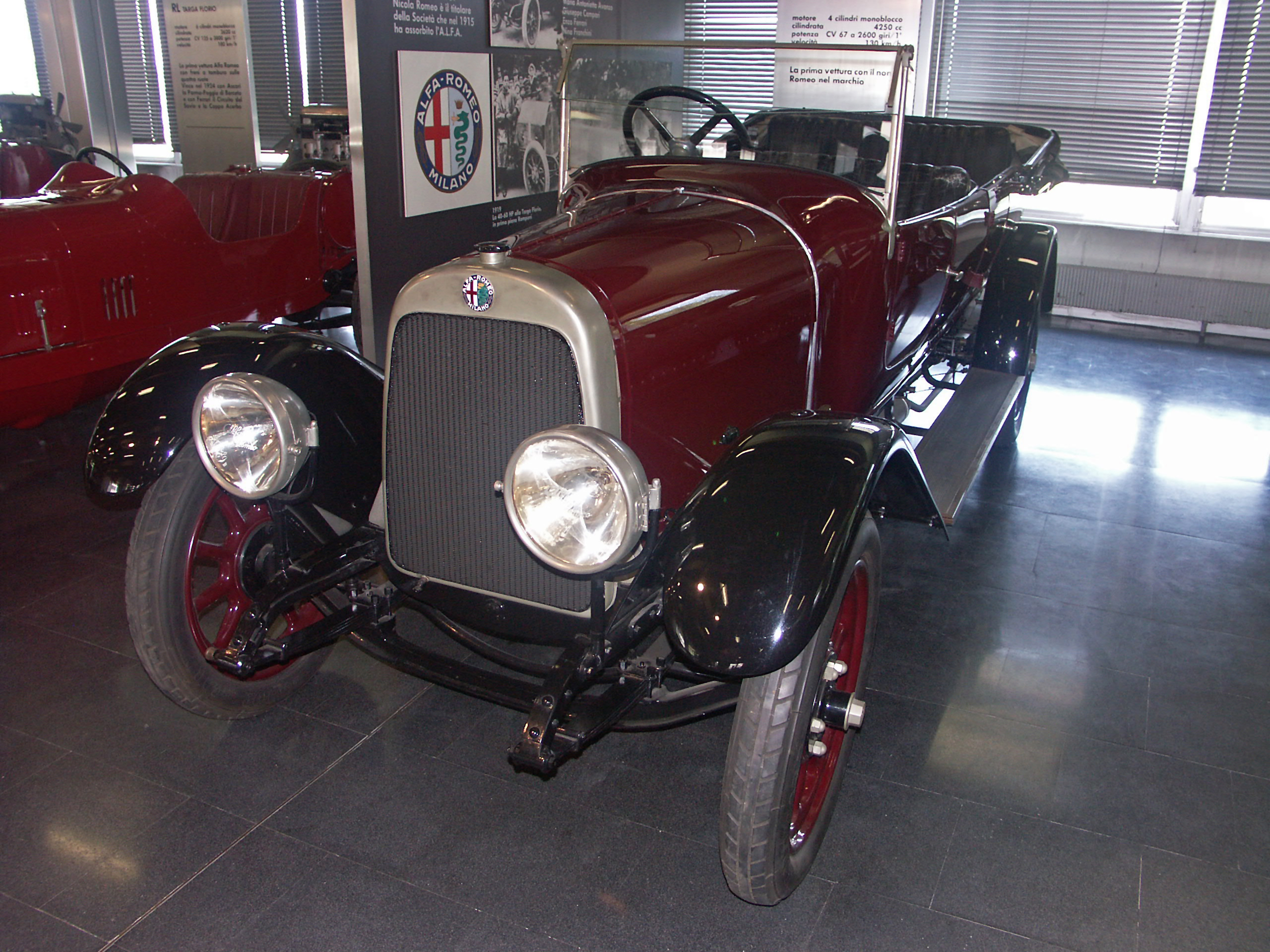
20-30 ES (1920)
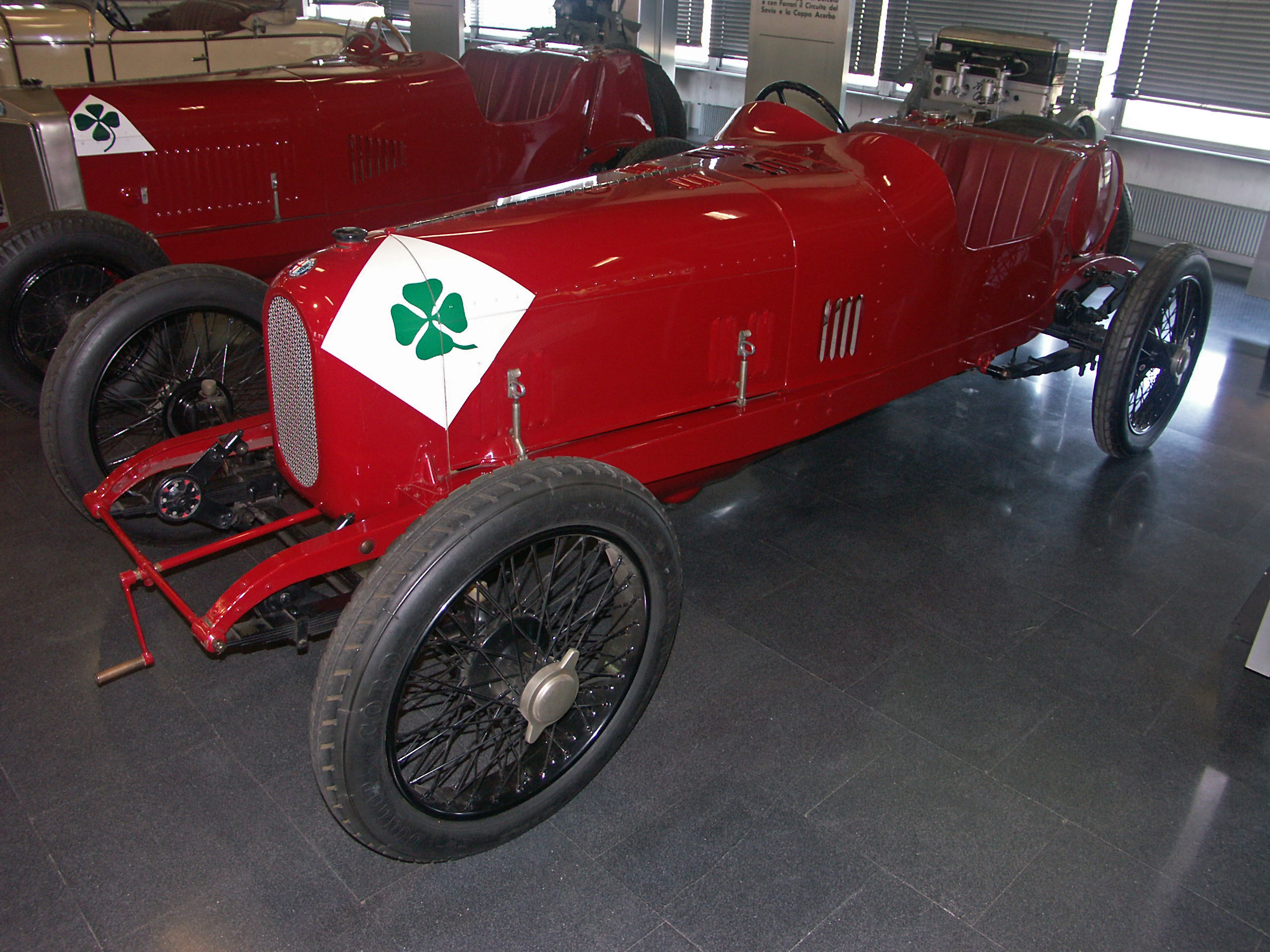
RL Targa Florio (1923)
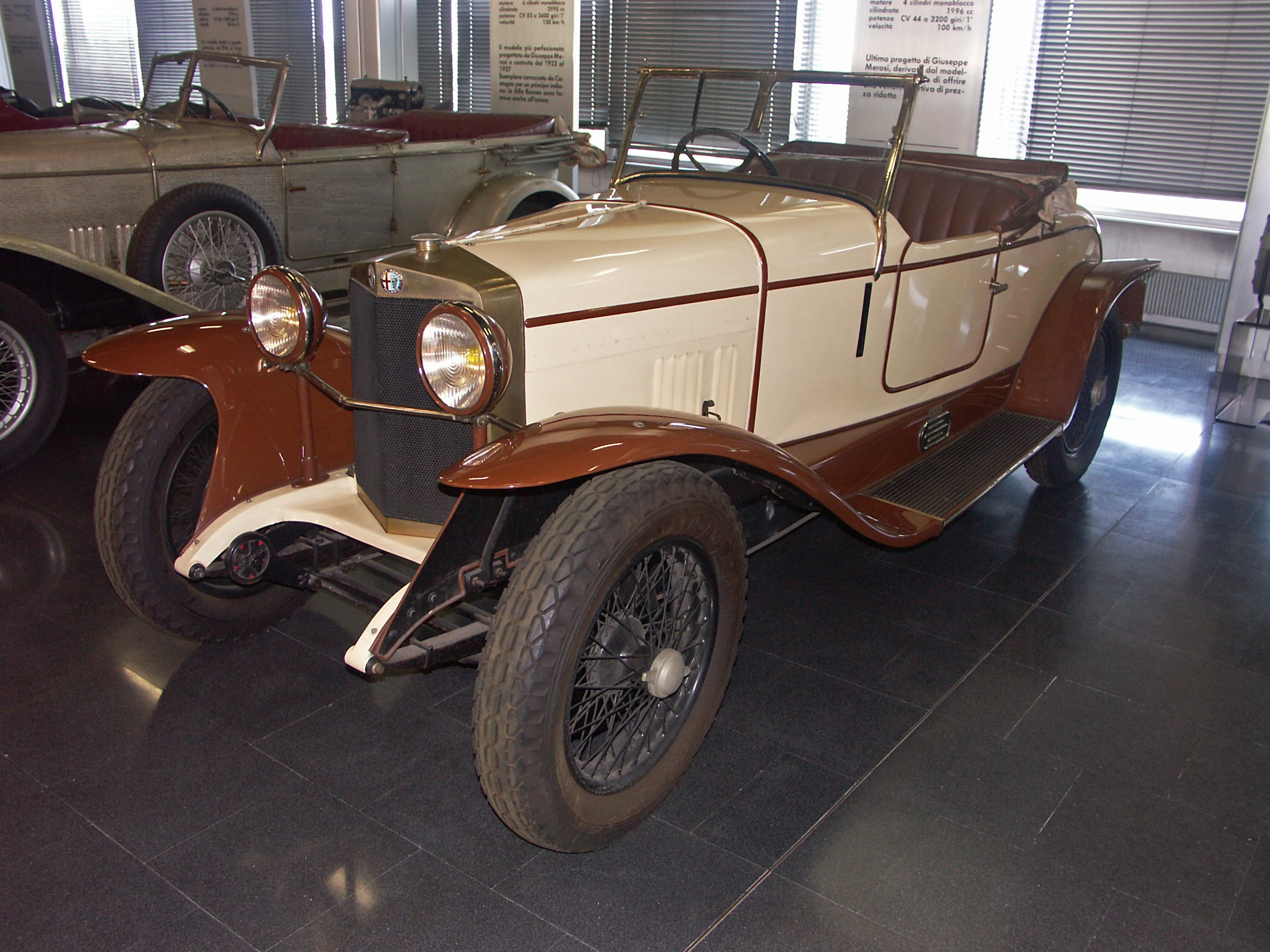
RM Sport Castagna (1924)
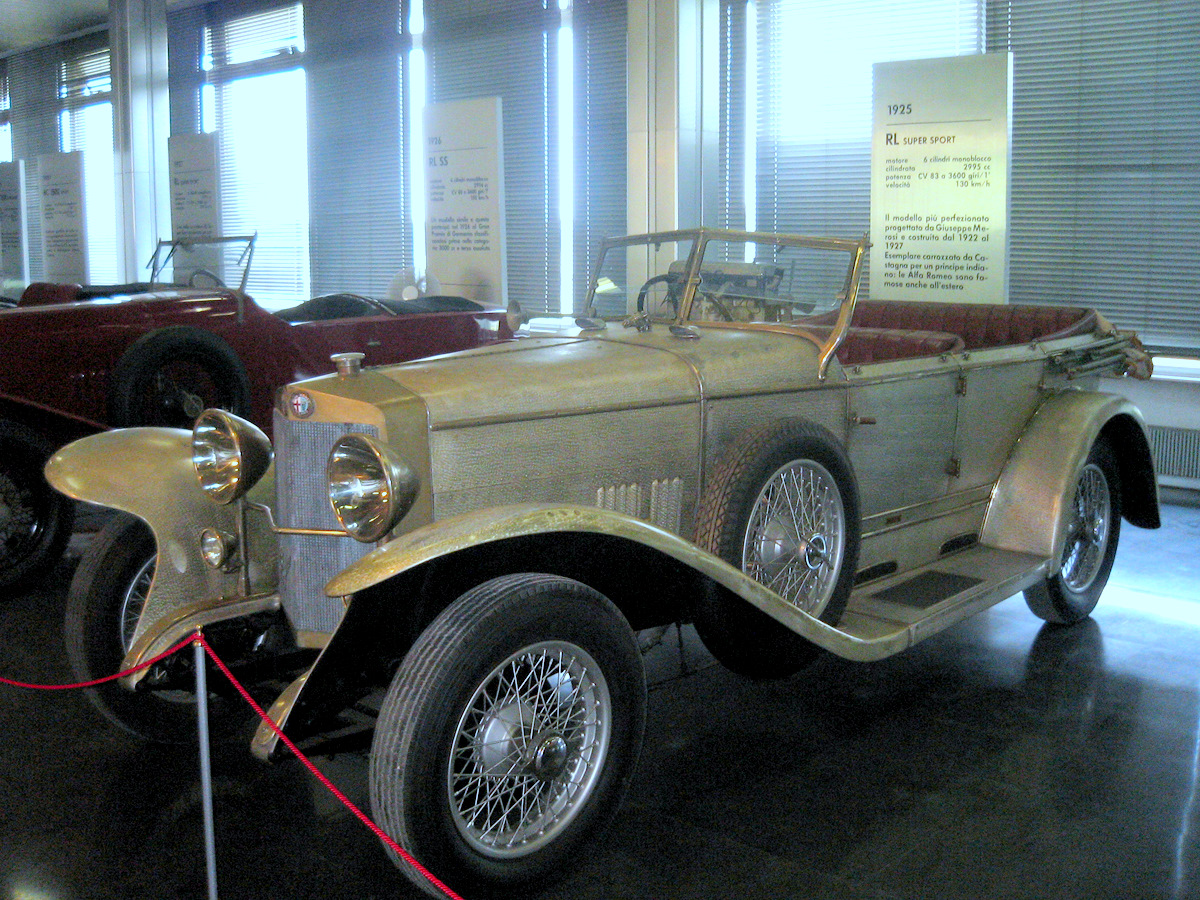
RL SS (1925)
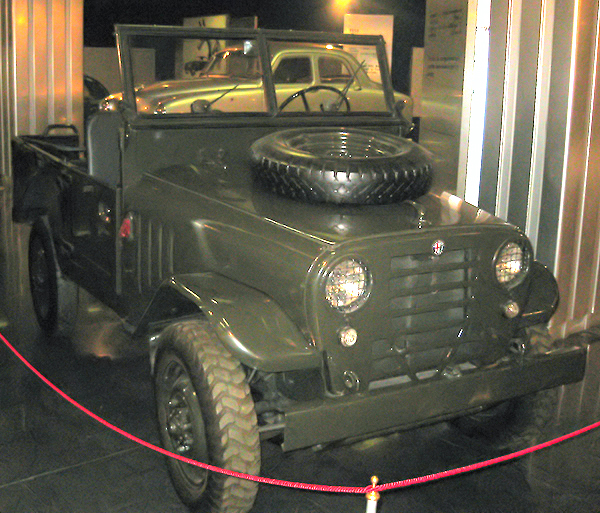
Matta (1951)
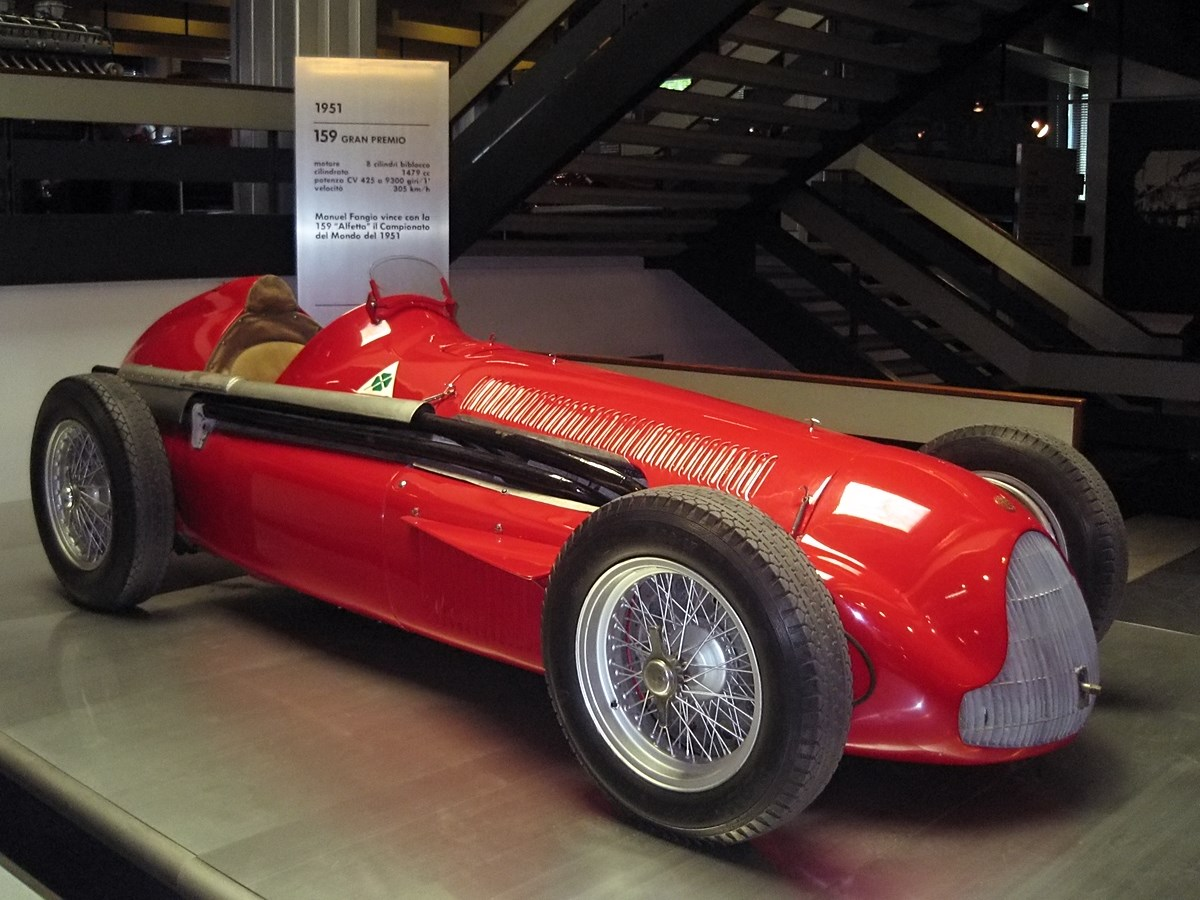
159 (1951)
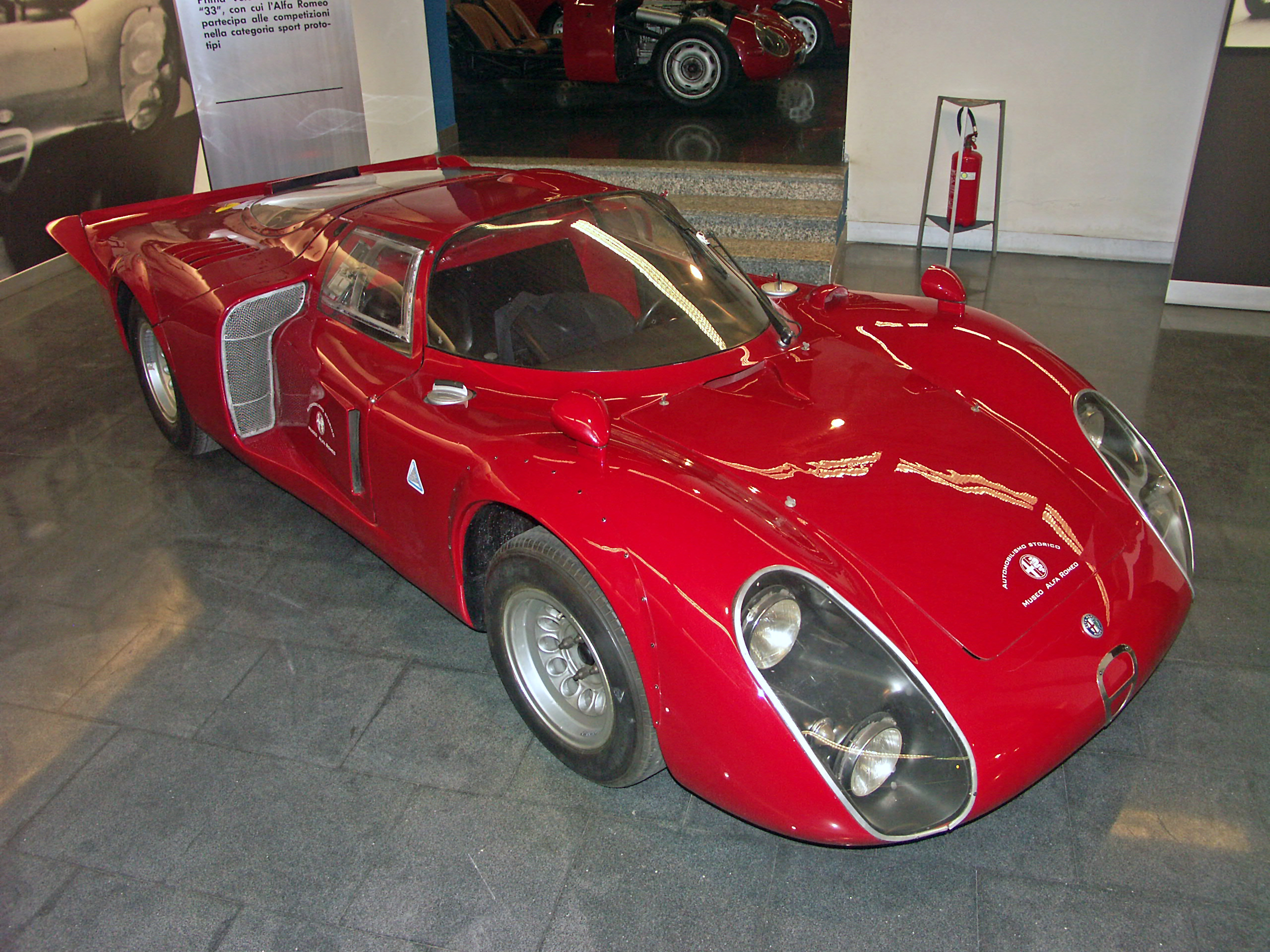
Tipo 33-2 Daytona-Купе (1968)
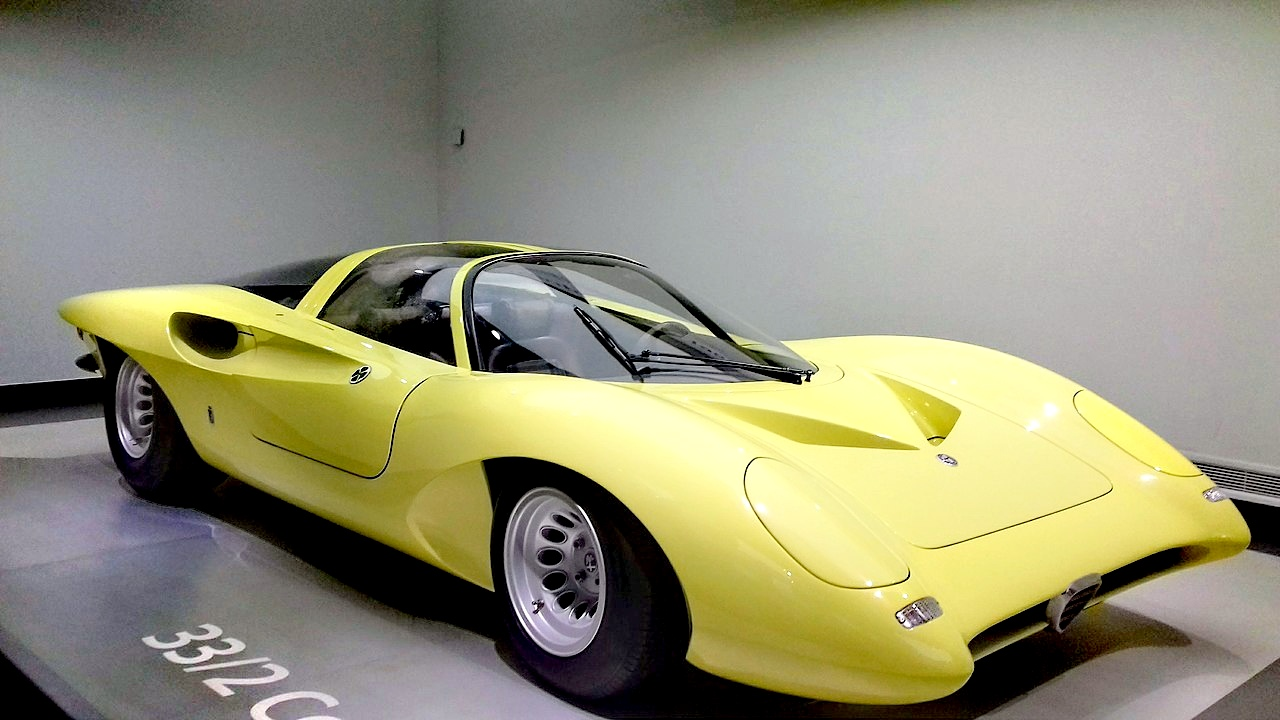
33.2 (1969)
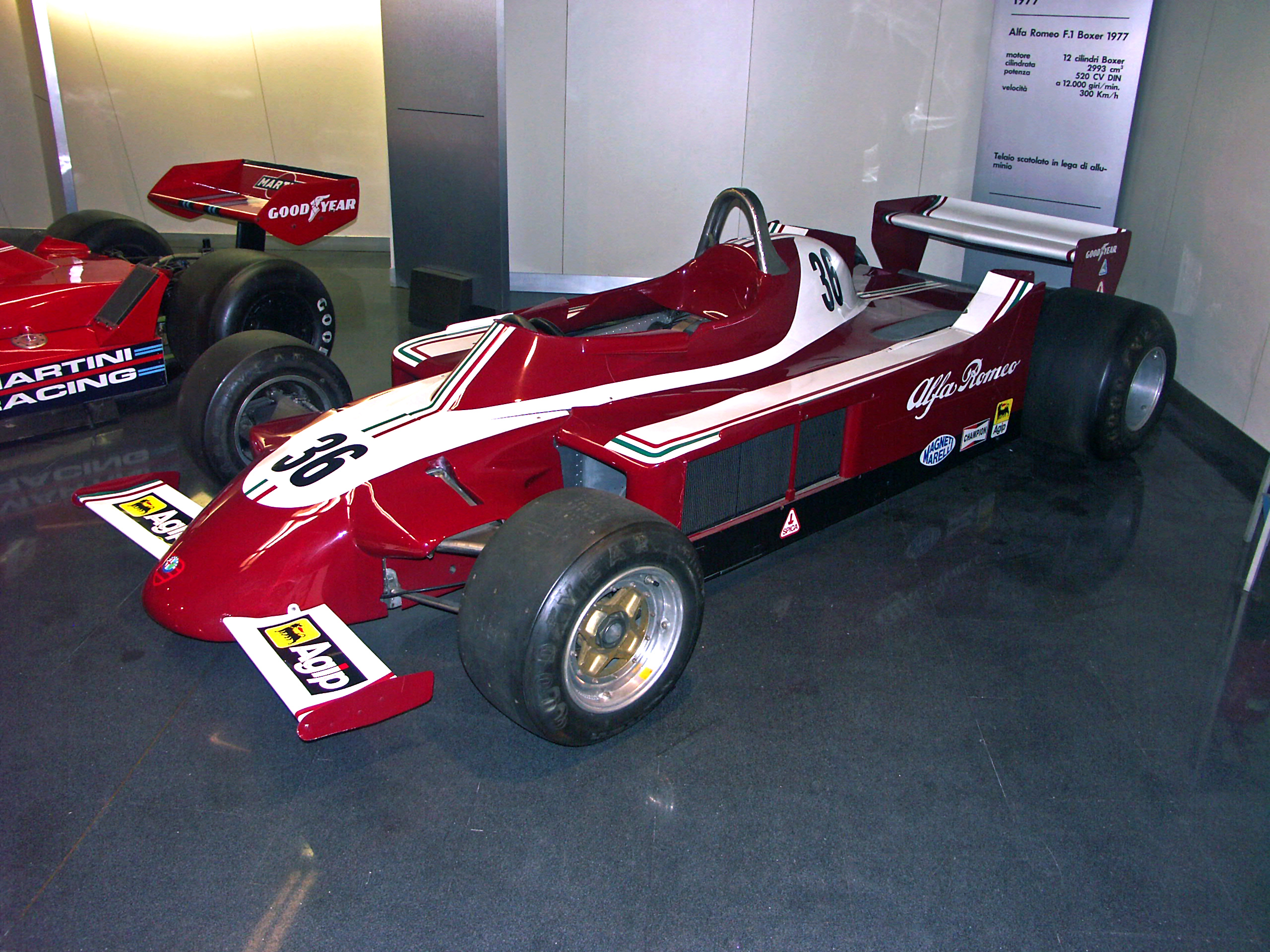
177 (1977)
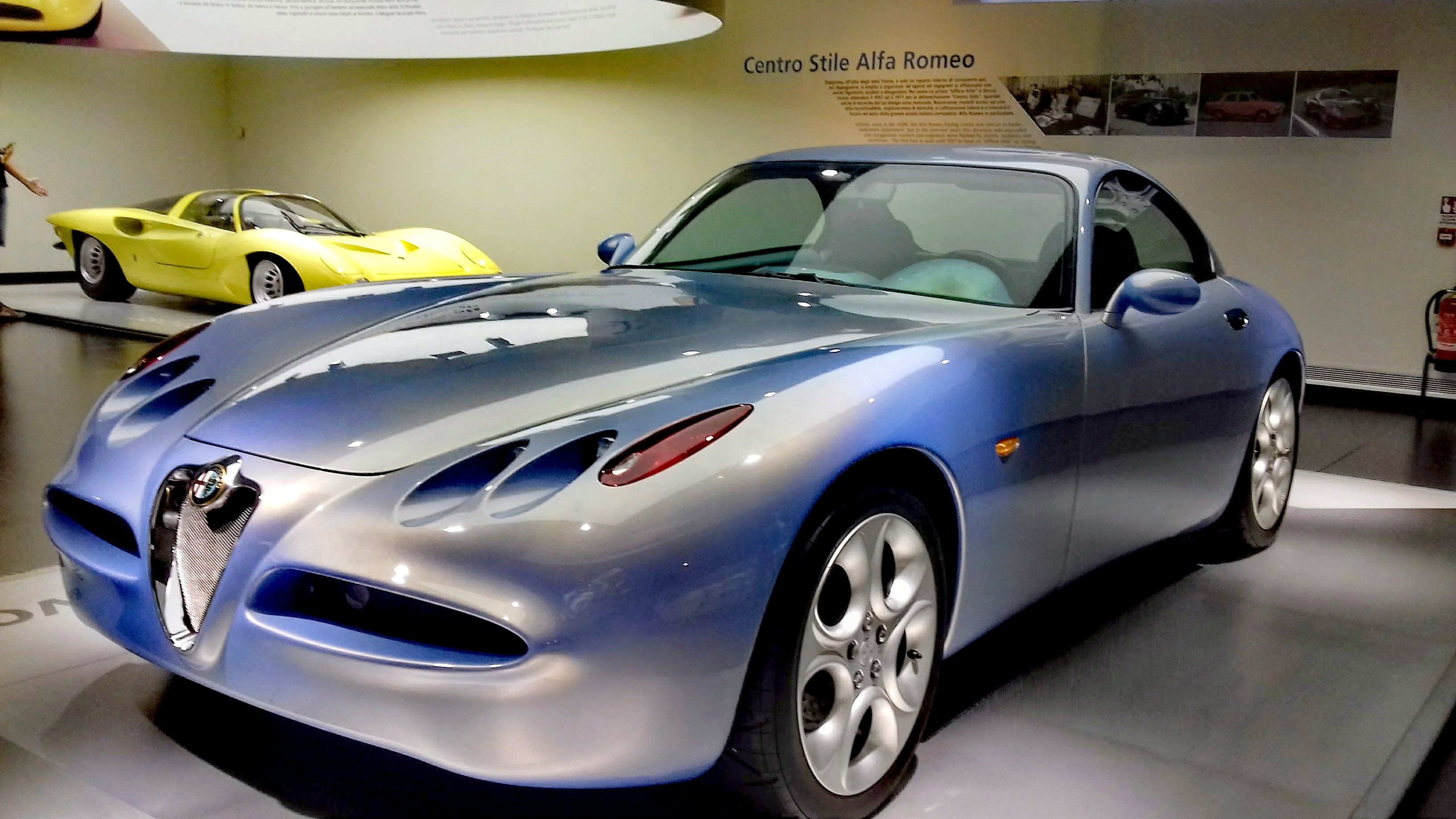
Nuvola (1996) концепт-кар